# Напад на село Јабука
Масакр у МЗ Јабука представља ратни злочин против човечности и против цивилног становништва који су 23. јула 1992. године починиле муслиманске снаге из Горажда. Мјесна заједница Јабука била је у саставу општине Фоча све до Дејтонског споразума када је припала општини Фоча-Устиколина, Босанско-подрињски кантон Горажде. Дана 23. јула 1992. године муслиманске снаге из Горажда извршиле су напад на МЗ Јабука и околних 18 села. У нападу на Јабуку је убијено 43 лица српске националности - 36 цивила и седам заробљених бранилаца села. Међу жртвама је било девет жена, двоје деце а двадесет и седам лица је било старије од шездесет година. Жртве су убијене спаљивањем, масакрирањем (хладним оружјем и маљевима) и стрељањем а две жене су пре смрти и силоване. 

## Ток догађаја
Муслиманске снаге уз снажну артиљеријску подршку напале су положаје 1. фочанске бригаде, ВРС у рејону МЗ Јабука 23. јула 1992. године. Борбену линију у том правцу обезбјеђивали су 2. фочански и устиколински батаљон (укупне јачине око 1000 бораца). Дио бораца био је на редовном одмору. Будући да борци 2. фочанског батаљона нису имали до тад скоро никаквог искуства у директној борби, посљедица изненадног напада била је да се на том дијелу линије распала одбрана коју је обезбјеђивао поменути батаљон. Брзом реакцијом команданта ТГ "Фоча-Дрина", пуковника Марка Ковача муслимански напад је одбијен, али уз велике људске жртве. Због непредузимања мјера за правовремено прегруписање снага у одбрани зоне одговорности смијењен је тадашњи командант 1. фочанске бригаде. 
По неким мишљењима ова акција била је једна од најобимнијих муслиманских акција на овом дијелу БиХ. У Јабуци, до тада највећој фочанској мјесној заједници само у једном дану са лица земље збрисано је 18 српских села: Славчићи, Љаљице, Божановићи, Јамићи, Тауљићи, Рачићи, Модро Поље, Соћевићи, Куторина, Стојковићи, Дражево, Марисалићи, Подграђе, Хоџићи, Подрид, Колаковићи, Локве и Јабука. Посљедице овог муслиманског оружаног подухвата за локално српско становништво било је равно катастрофи, прије свега због великог броја људских жртава, али и материјалних губитака. Српска покретна имовина, прва тек прикупљена љетина и стока опљачкани су, а све остало је спаљено и разорено. 

## Разарање православне цркве
Припадници муслиманске војске су 23. јула 1992. у нападу на Јабуку опљачкали, минирали и потпуно разорили православну цркву Преображења Господњег. Од цркве остало је сачувано само црквено звоно које су српски борци сачували и транспортовали у Фочу, које је тек 2005. године опет зазвонило јабучком долином са новоизграђене цркве Преображења Господњег. Према изјавама сведока, злочинци су ломили иконе, чупали крстове, уништавали свете предмете. Девастирано је и српско православно гробље као и спомен костурница жртвама из Првог и Другог светског рата.
Најмлађа жртва био је Елез (Спасоја) Ново рођен 1979. године док је најстарија жртва била слепа старица Милка Ковач, рођена 1910. Имена страдалих Јабучана налазе се на споменику у порти нове цркве. 

## Послијератни егзодус
Осим масакра почињеног 1992. године, Срби Јабуке су завршетком рата доживјели ново страдање. Дејтонским споразумом тадашњој енклави Горажде отворен је коридор ка Сарајеву и приликом цртања нових мапа Јабука је припала Федерацији БиХ. Из Јабуке се иселило око 400 домаћинстава. Највише их је у Фочи, Источном Сарајеву, Палама, Аранђеловцу...

## Списак жртава масакра у МЗ Јабука 23. јула 1992. године[6]
- Голубовић Пејка ( 1911)
- Елез Вељко ( 1919)
- Елез (Спасоја) Ново (1979)
- Ковач (Неђељка) Милка (1910)
- Симовић (Јанка) Зорка (1926)
- Скакавац (Јова) Милован (1921)
- Скакавац (Николе) Марија (1933)
- Стојановић Јока (1938)
- Тривун (Јова) Анђелка (1925)
- Шаровић (Илије) Јаков (1909)
- Шаровић Милка (1918)
- Шаровић (Илије) Никола (1914)
- Билинац (Неђа) Предраг (1972)
- Вуковић (Николе) Милош (1920)
- Голубовић (Микаила) Милан (1963)
- Драшко (Стојана) Срето (1965)
- Дрињак (Милана) Јованка (1960)
- Дубовина (Ђорђа) Перо (1928)
- Ђуровић (Млађена) Момир (1955)
- Ђуровић (Ђорђа) Радивоје (1938)
- Ђуровић (Млађена) Спасоје (1949)
- Елез (Шћепана) Милорад (1933)
- Елез (Спасоја) Драган (1967)
- Иконић (Спасоја) Миладин (1922)
- Ковач (Милоја) Бенко (1965)
- Ковач (Митра) Илија (1945)
- Капуран (Мирка) Миланко (1961)
- Мастило (Тривка) Радиславко (1956)
- Мастило (Сима) Раде (1936)
- Мастило (Милана) Марко (1930)
- Мастило (Реље) Миленко (1964)
- Стојановић (Жарка) Драго (1938)
- Савић (Стојана) Његош (1970)
- Симовић (Груја) Ранко (1967)
- Симовић (Спасоја) Лазар (1913)
- Скакавац (Неђа) Раде (1928)
- Скакавац (Јанка) Митар (1948)
- Тривун (Николе) Милош (1919)
- Тривун (Пера) Радивоје (1934)
- Ћосовић (Неђа) Миладин (1925)
- Ћосовић (Косте) Остоја (1930)
- Ћосовић (Тадије) Мирко (1932)
- Ћосовић (Саве) Боривоје (1927)
- Ћосовић (Саве) Обрен (1932)
- Шолаја (Милана) Драгољуб (1974)